# ألكسندرا رومانوفنا
ألكسندرا رومانوفنا هي منافسة ألعاب القوى كازاخستانية، ولدت في 26 ديسمبر 1990 في شاختينسك في كازاخستان.

## وصلات خارجية
- ألكسندرا رومانوفنا على موقع الاتحاد الدولي لألعاب القوى (الإنجليزية)
- ألكسندرا رومانوفنا على موقع الاتحاد الدولي لألعاب القوى (الإنجليزية)
- ألكسندرا رومانوفنا على موقع الاتحاد اللاتفي لألعاب القوى (اللاتفية)
- ألكسندرا رومانوفنا على موقع أوليمبيديا (الإنجليزية)